# Кувика, Иван Иванович
Иван Иванович Кувика (1919—1982) — полковник Советской Армии, участник Великой Отечественной войны, Герой Советского Союза (1944).

## Биография
Иван Кувика родился 21 мая 1919 года в селе Ровное (ныне — Новоукраинский район Кировоградской области Украины). После окончания сельскохозяйственного техникума работал помощником главного агронома зерносовхоза в Крыму. В 1939 году Кувика был призван на службу в Рабоче-крестьянскую Красную Армию. В 1941 году он окончил Архангельское военное инженерное училище. С того же года — на фронтах Великой Отечественной войны. Принимал участие в боях на Брянском, Воронежском, Центральном, Белорусском и 1-м Белорусском фронтах.
К сентябрю 1943 года гвардии капитан Иван Кувика был полковым инженером 29-го гвардейского стрелкового полка 12-й гвардейской стрелковой дивизии 61-й армии Центрального фронта. Отличился во время битвы за Днепр. Под его руководством инженерные части оперативно навели переправу через Днепр в Брагинском районе Гомельской области Белорусской ССР. 29 сентября 1943 года Кувика лично устранял повреждения, причинённые переправе вражеским огнём, благодаря чему смогла переправиться вся дивизия. Активно участвовал в боях за захват и удержание плацдарма, за семь дней отразил около 20 контратак противника.
Указом Президиума Верховного Совета СССР «О присвоении звания Героя Советского Союза генералам, офицерскому, сержантскому и рядовому составу Красной Армии» от 15 января 1944 года за «образцовое выполнение боевых заданий командования по форсированию реки Днепр и проявленные при этом мужество и героизм» гвардии капитан Иван Кувика был удостоен высокого звания Героя Советского Союза с вручением ордена Ленина и медали «Золотая Звезда» за номером 2932.
После окончания войны Кувика продолжил службу в Советской Армии. В 1945 году он окончил Высшую офицерскую инженерно-минную школу, в 1952 году — Военную академию имени Фрунзе. В 1961 году в звании полковника Кувика был уволен в запас. Проживал и работал в Ленинграде. Умер 2 мая 1982 года, похоронен на кладбище Памяти жертв 9-го января в Санкт-Петербурге.
Был также награждён орденами Отечественной войны 1-й степени и Красной Звезды, рядом медалей.